# Méréglise
Méréglise é uma comuna francesa na região administrativa do Centro, no departamento Eure-et-Loir. Estende-se por uma área de 4,35 km². Em 2010 a comuna tinha 102 habitantes (densidade: 23,4 hab./km²).